# Đuôi đỏ núi đá trán đen

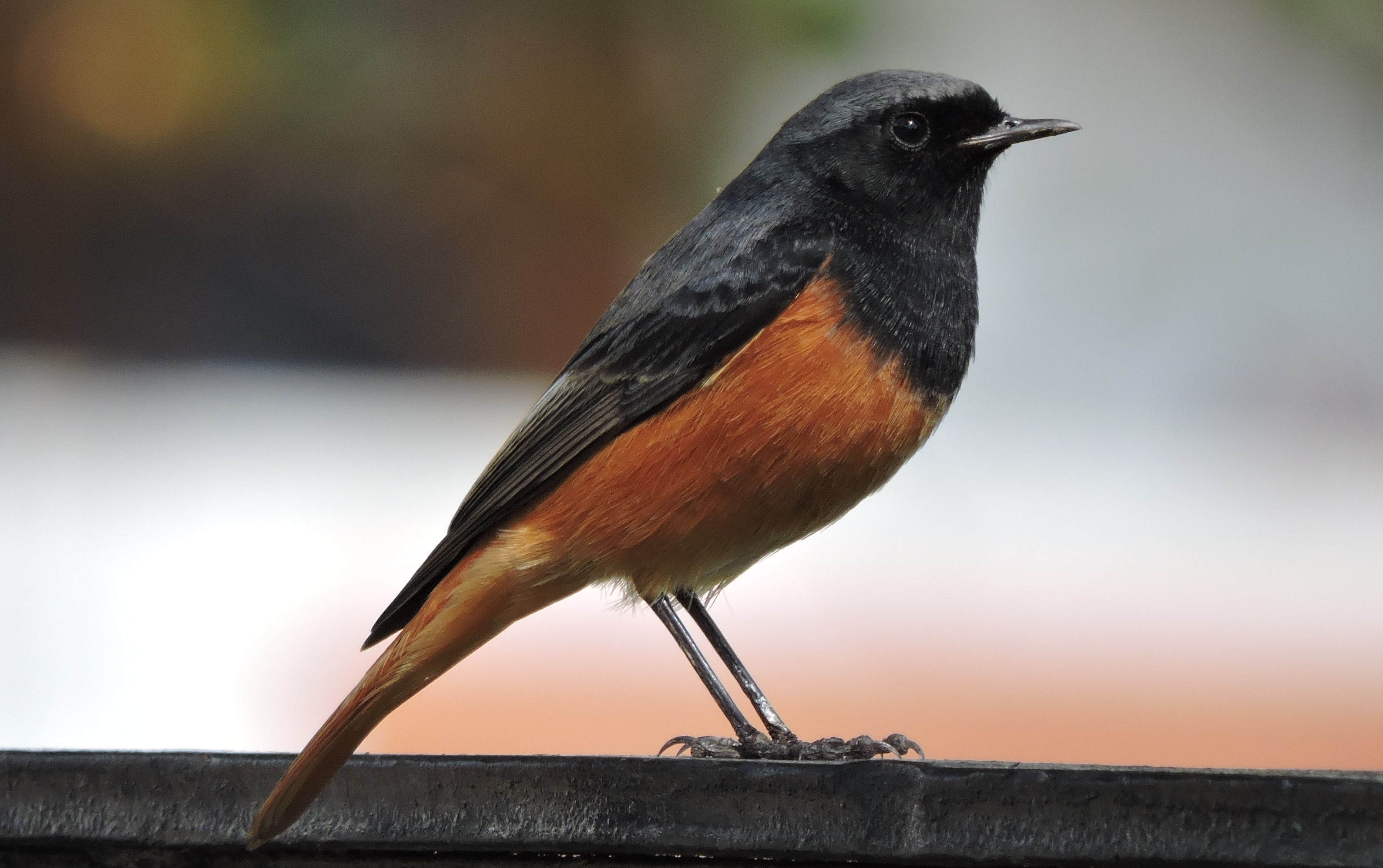
Hình chụp ở Sector 38 West, Chandigarh, Ấn Độ

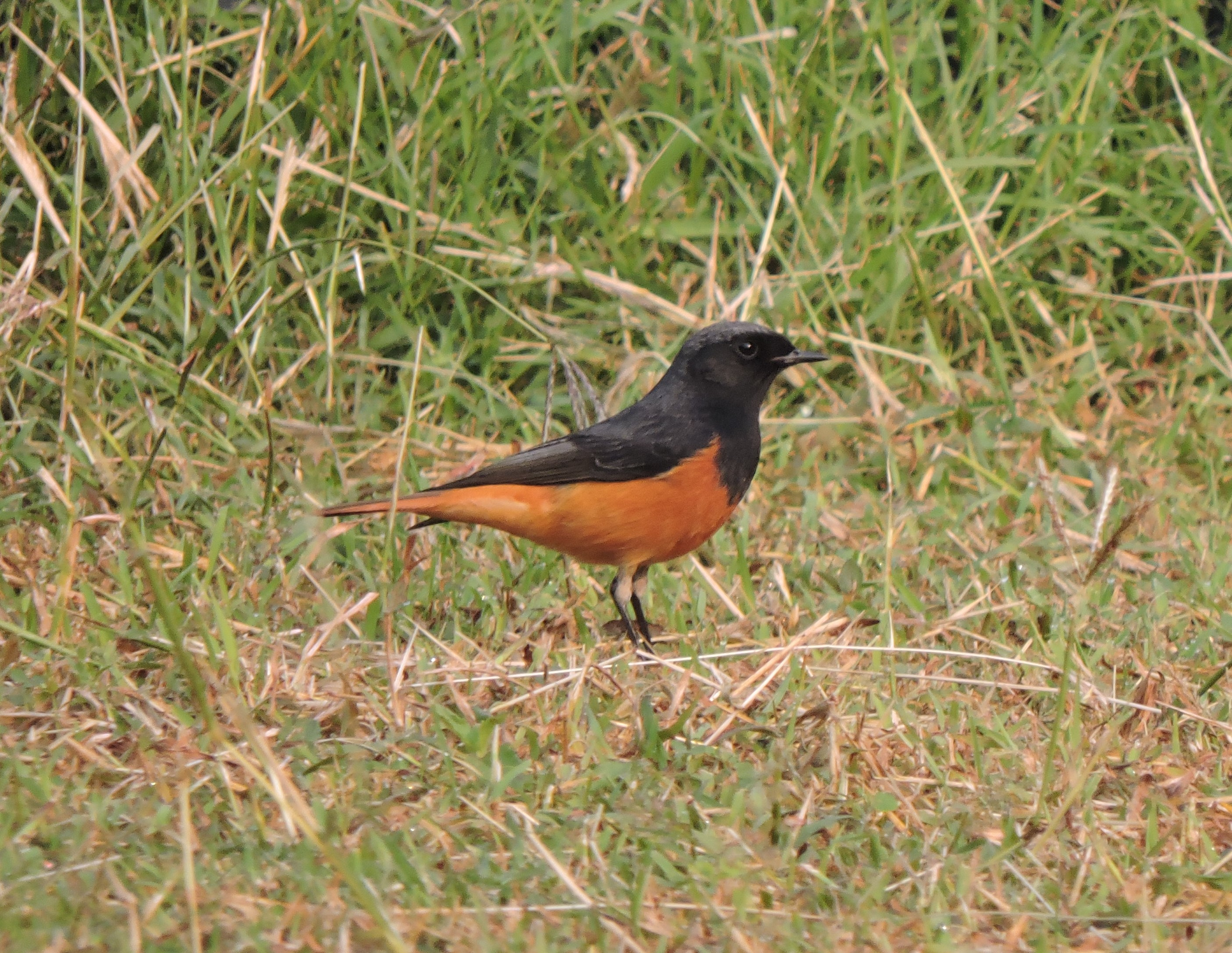
Hình chụp ở Phase 7, Mohali, Punjab, Ấn Độ

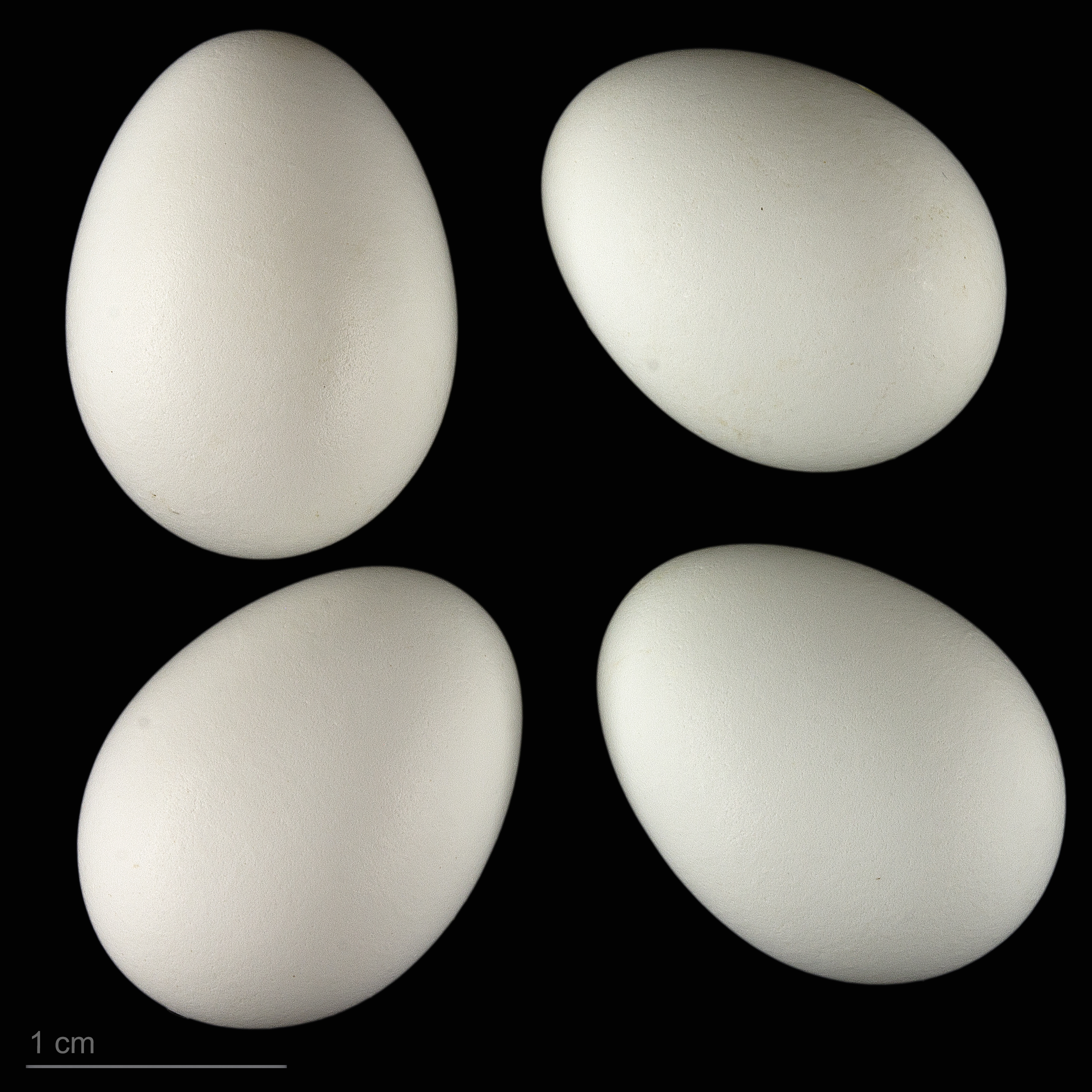
Phoenicurus ochruros gibraltariensis

Phoenicurus ochruros là một loài chim trong họ Muscicapidae.
Loài chim này có phạm vi sinh sống sinh sản rộng khắp ở miền Nam và miền Trung Châu Âu và châu Á và tây bắc châu Phi, từ Vương quốc Anh và Ireland về phía nam tới Morocco , phía đông đến trung bộ Trung Quốc. Loài chim này cư trú trong những khu vực ôn hòa hơn của phạm vi của chúng, nhưng các cá thể chim ở đông bắc di cư để trú đông ở miền nam và miền tây châu Âu và châu Á, và Bắc Phi. Nó làm tổ ở các khe hoặc lỗ trong các tòa nhà.
Loài này có thân dài 13-14,5 cm và trọng lượng 12-20 g, tương tự như chim đuôi đỏ thông thường. Chim trống trưởng thành có màu xám sẫm tổng thể màu đen trên phần lưng và ngực màu đen; dưới đít và đuôi có màu đỏ da cam, với hai lông đuôi giữa đuôi có màu nâu đen.